# Heterococcus biporus
Heterococcus biporus är en insektsart som först beskrevs av Goux 1937.  Heterococcus biporus ingår i släktet Heterococcus och familjen ullsköldlöss.
Artens utbredningsområde är Frankrike. Inga underarter finns listade i Catalogue of Life.